# Crioglobulinemia
Crioglobulinemia é uma doença dos vasos sanguíneos em algumas imunoglobulinas (anticorpos) se tornam insolúveis nas partes do corpo onde a temperatura é menor que 36oC. Essas imunoglobulinas são chamadas de crioglobulinas (kryos é frio em grego antigo). Os depósitos podem causar inflamação e lesões na pele, articulações, músculos, nervos, fígado ou rins.
É uma vasculite de pequenos vasos mais comum em maiores de 50 anos.

## Tipos
Existem três formas de apresentação:
- Tipo 1: Imunoglobulinas monoclonais isoladas, representam 10-15% dos casos totais, geralmente as IgM são cadeias leves que podem ser vistas em urina. Podem se acumular nos glomérulos renais causando insuficiência renal.
- Tipo 2: Imunocomplexos formados por IgM monoclonal, representam 50-60% dos casos relatados. Geralmente caracterizado por IgG policlonal somado a IgM ou IgA monoclonal.
- Tipo 3: Imunocomplexos formados por IgM policlonais, representam 25-30% dos casos relatados. Caracterizado por IgG e IgM policlonais.

## Causas
A crioglobulinemia pode estar associada a diversas doenças como neoplasias hematológicas (leucemia ou mieloma), infecção por hepatite C, doença autoimune (LES, Sjogren, reuma), pneumonia por Mycoplasma ou Glomerulonefrite pós-estreptocócica.

## Sinais e sintomas
Pode não ter sintomas ou apenas ter sintomas leves, mas a maioria dos pacientes tem fraqueza, fadiga e muitos sofrem com dores nas articulações ou nos músculos. Na pele a aparência mais comum dessa vasculite são como erupções vermelhas pequenas e brilhantes, de tamanhos variados, que podem doer e coçar, sendo que feridas abertas também são comuns. O dano aos nervos causa dormência, formigamento, queimação e fraqueza nas mãos ou nos pés. O comprometimento de órgãos gastrointestinais causa dor abdominal. O comprometimento cardíaco pode causar sintomas de insuficiência cardíaca congestiva como dor no peito, dificuldade em respirar e inchaço nas pernas. No cérebro pode causar acidentes vasculares cerebrais (AVC) e dor de cabeça. Todos os sintomas que se resolvem dentro de poucas horas provavelmente são causados pela vasculite. A doença renal não causa sintomas até ocorrer insuficiência renal grave.

## Diagnóstico
Um exame de sangue com globulinas que formam imunocomplexos quando expostos a temperatura menor que 36oC e com clínica sugestiva é suficiente para o diagnóstico de crioglobulinemia. Em caso de dúvidas pode-se fazer uma biópsia dos órgãos afetados. O fator reumatóide geralmente é positivo, o sistema complemento geralmente está com poucas proteínas C4 e na eletroforese de proteína sérica existem evidências de um anticorpo monoclonal. Todos os pacientes com crioglobulinemia devem ser testados para infecção por HCV.

## Tratamento
O envolvimento de órgãos vitais torna necessário o uso de drogas imunossupressoras. Prednisona, azatioprina e ciclofosfamida têm sido amplamente utilizados, mas estudos recentes indicaram que rituximab pode ser superior a esses medicamentos. A terapia antivirais é indicada na infecção por hepatite C independentemente do grau de gravidade e pode ser a única necessária em casos leves. A vasculite com grave compromisso de órgãos vitais freqüentemente exige plasmaferese além dos medicamentos imunossupressores.